# Lijn B (metro van Praag)
Lijn B (de gele lijn) is een Praagse metrolijn tussen de stations Černý Most en Zličín via het stadscentrum. Het eerste deel van de lijn werd geopend in 1985. Tegenwoordig is de lengte van de lijn 25,6 kilometer en liggen er 24 stations aan.

## Zie ook

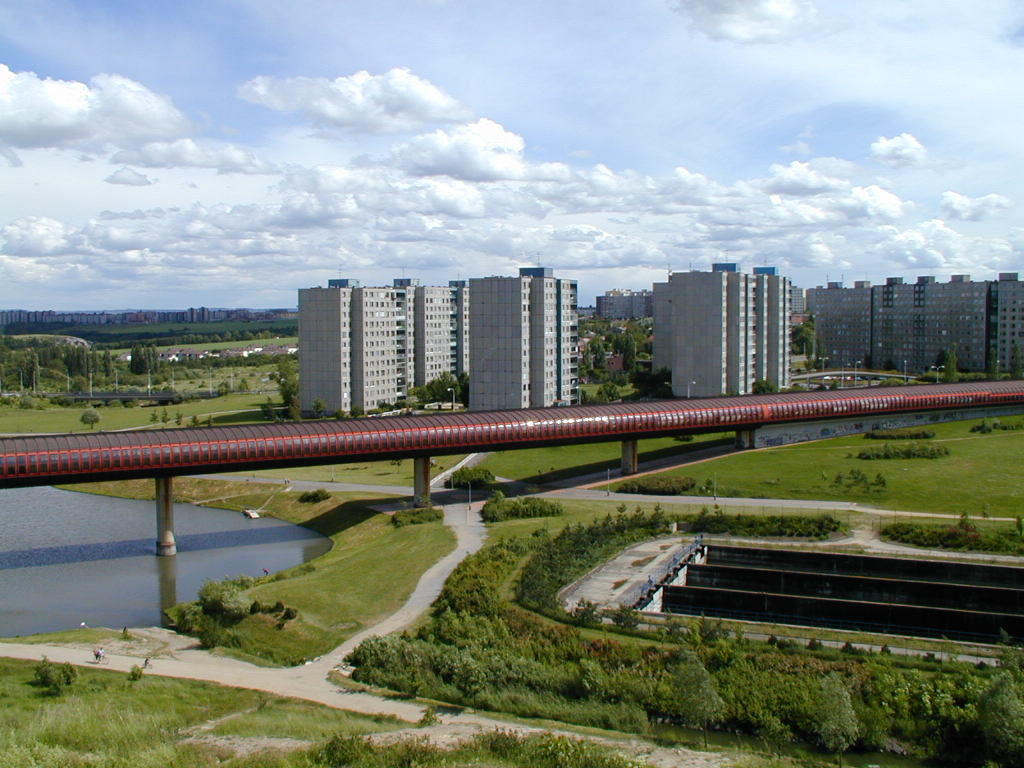
Bovengrondse metrobuis tussen de stations Lužiny en Hůrka

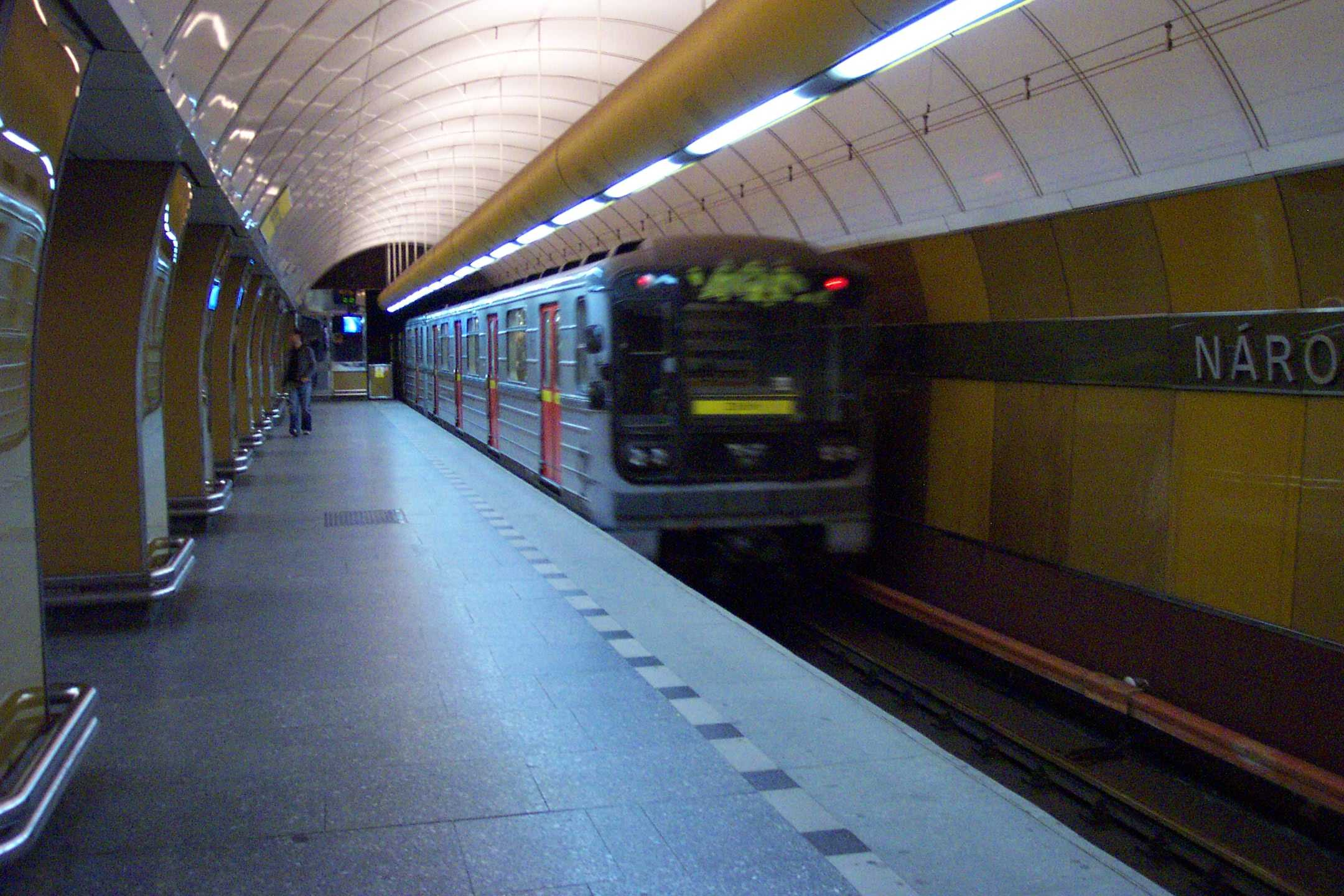
Station Národní třida